# Кулієв Кари Кулійович
Кари Кулійович Кулієв (1888, аул Кизил-Арват Закаспійської області, тепер місто Гизиларбат, Туркменістан — розстріляний 1938) — радянський діяч, голова Центральної контрольної комісії КП(б) Туркменії — народний комісар робітничо-селянської інспекції Туркменської РСР. Член Центральної контрольної комісії ВКП(б) у 1925—1930 роках. Член ЦВК Туркменської РСР.

## Життєпис
Народився в дехканській (селянській) родині. З 1905 по 1919 рік працював чорноробом, пробивальником димохідних труб та водостоків залізничного депо станції Кизил-Арват Закаспійської області.
Член РКП(б) з 1918 року.
У 1919—1921 роках — голова Кизил-Арватської аульної ради, завідувач земельного відділу виконавчого комітету Кизил-Арватської волосної ради Закаспійської області.
У 1921—1922 роках — голова виконавчого комітету Кизил-Арватської волосної ради.
У 1922—1923 роках — заступник завідувача відділу управління виконавчого комітету Полторацької (Ашгабадської) повітової ради.
У 1923—1924 роках — голова виконавчого комітету Полторацької повітової ради.
У 1924 році — секретар Туркменської обласної контрольної комісії КП(б) Туркестану.
30 жовтня 1924 — 14 лютого 1925 року — член Організаційного бюро КП(б) Туркменії.
5 листопада 1924 — 15 лютого 1925 року — член Революційного комітету Туркменської РСР.
У листопаді 1924 — 15 лютого 1925 року — завідувач робітничо-селянської інспекції Революційного комітету Туркменської РСР.
У лютому 1925—1929 роках — голова Центральної контрольної комісії КП(б) Туркменії — народний комісар робітничо-селянської інспекції Туркменської РСР.
У 1929—1931 роках — слухач Курсів марксизму-ленінізму при ЦК ВКП(б), навчання не закінчив.
У 1931 — квітні 1933 року — заступник уповноваженого, уповноважений Центральної контрольної комісії ВКП(б) у Середній Азії.
У 1933 — січні 1934 року — голова Кара-Калпацької обласної контрольної комісії КП(б) Узбекистану — народний комісар робітничо-селянської інспекції Кара-Калпацької АРСР.
З лютого 1934 року — керівник групи партійного та радянського контролю при Каракалпацькому обласному комітеті ВКП(б).
На квітень 1934 року — секретар партійної колегії Каракалпацького обласного комітету ВКП(б).
До вересня 1937 року — народний комісар соціального забезпечення Туркменської РСР.
1937 року заарештований органами НКВС, виключений із ВКП(б). У 1938 році засуджений до страти, розстріляний.
Посмертно реабілітований. 